# Greigita
Greigita é um mineral de sulfureto de ferro com fórmula química Fe2+Fe3+2S4 . É o equivalente de enxofre do óxido de ferro magnetita (Fe3O4). Foi pela primeira vez descrito em 1964 numa descoberta no Condado de San Bernardino, Califórnia, e recebeu o nome do mineralogista e físico-químico Joseph W. Greig (1895–1977).